# Arnold Mindell

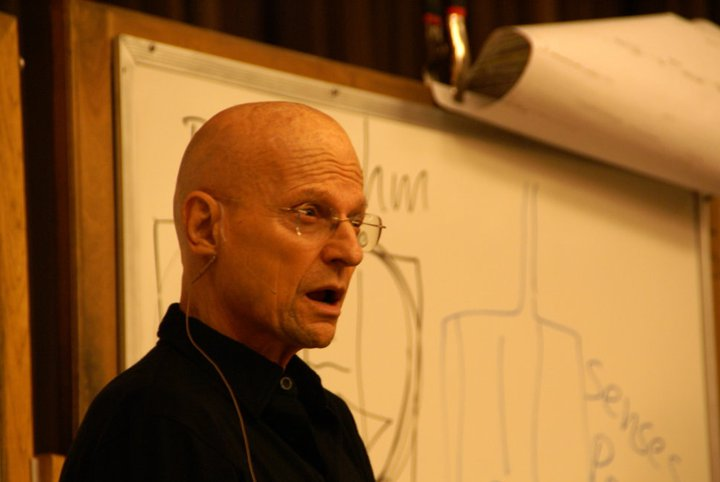
Arnold Mindell (2011)

Arnold Mindell (* 1. Januar 1940; † 10. Juni 2024) war ein US-amerikanischer Psychotherapeut und Fachbuchautor. Er begründete die sogenannte prozessorientierte Psychologie. Er lebte in Portland im US-Bundesstaat Oregon. Seine 28 Bücher wurden in 20 Sprachen veröffentlicht.

## Leben und Arbeit
Nach einem Studienabschluss in Physik am Massachusetts Institute of Technology (MIT) in Cambridge, Massachusetts, ging Mindell nach Zürich, um seine Physikstudien fortzusetzen. Dort kamen seine Kinder, Lara Gmür-Mindell und Robin Mindell, zur Welt, die heute beide in der Schweiz leben und als Psychotherapeuten arbeiten. In der Schweiz lernte Mindell die Arbeit des Tiefenpsychologen C. G. Jung kennen und verlagerte den Schwerpunkt seiner Studien auf die Analytische Psychologie. Er erwarb am C. G. Jung-Institut einen Abschluss als Jungianischer Analytiker. Es war auch am C. G. Jung-Institut Zürich, wo er Marie-Louise von Franz kennenlernte, die damals intensiv über die Beziehung von unbewusster Psyche und Materie forschte. Nach einer Zeit intensiven wissenschaftlichen und persönlichen Austausches wurde Arnold Mindell fasziniert von den Verbindungen zwischen körperlicher Erfahrung, insbesondere körperlichen Symptomen und wie sich diese in Träumen widerspiegeln. Mindell veröffentlichte seine Forschungen 1982 in seinem ersten Buch Dreambody: The Body’s Role in Revealing the Self (Traumkörper: Die Rolle des Körpers in der Enthüllung des Selbst). Ein Schlüsselerlebnis auf diesem Gebiet war eine Erfahrung mit seinem Sohn, über die er im ersten Kapitel dieses Buches berichtet. Es folgten Untersuchungen dazu, wie der träumende Geist unbewusste oder 'doppelte' Signale in uns produziert, während wir in Beziehungen zu anderen Menschen stehen. Interpersonale Kommunikation würde nach Ansicht Mindells erleichtert, wenn diese Signale aus dem Hintergrund in den Vordergrund der Aufmerksamkeit gebracht werden.
Im Fokus stand der Versuch, Signalen und Prozessen zu folgen. Daher begann Mindell, seine Arbeit 'prozessorientierte Psychologie' zu nennen. Sein Interesse an Beziehungen erweiterte sich auf Studien zu Konflikten in größeren Gruppen. Er entdeckte, dass die Traumprozesse, die er auf der Ebene der Individuen und Zweierbeziehungen identifiziert hatte, auch für Problemlösungen in größeren, sozial unterschiedlichen Gruppen fruchtbar waren. In Gruppen wird der Prozess nicht nur durch Einzelpersonen, sondern durch 'Rollen' getragen, die von jeder Person in der Gruppe übernommen werden können. Aus dem Verhalten der Gesamtgruppe lassen sich auch 'Geisterrollen' ableiten, mit denen sich aber keine Einzelperson identifizieren würde.
Nachdem er mehrere Bücher über seine Entdeckungen veröffentlicht hatte, wendete er sein Interesse wieder der Physik zu und untersuchte subtile Signale, die von klassischen psychologischen Ansätzen meist vernachlässigt werden. Mit seiner Partnerin und Frau Amy Mindell entwickelte er Methoden für die Arbeit mit Patienten im Koma oder mit Nahtod-Erfahrungen. Sein Interesse an der Quantenphysik führte zu Untersuchungen über die Verbindungen zwischen Psychologie und theoretischer Physik. Mindell nahm aktiven Anteil an einer internationalen Forschergemeinschaft, die Prozessarbeit untersucht und lehrt. Er sagte über seine Motivation: 'Ich liebe immer noch die Idee der Natur, und dem Tao zu folgen scheint der wiederkehrende und romantische Hintergrund für alles zu sein, was ich tue.'

## Bibliographie

### Bücher (deutsch)
- The dreambody: Krankheit u. Individuation ; über d. Beziehungen zwischen Traum- u. Körperprozessen. (= Der Körper im Märchen). Bonz Verlag, Fellbach-Oeffingen 1985, ISBN 3-87089-306-0.
- Der Leib und die Träume: prozessorientierte Psychologie in d. Praxis. (= Innovative Psychotherapie und Humanwissenschaften. Band 36). Junfermann, Paderborn 1987, ISBN 3-87387-272-2.
- Der Leib und die Träume: prozessorientierte Psychologie in der Praxis. Junfermann, Paderborn 1991, ISBN 3-87387-272-2.
- Das Jahr eins: Ansätze zur Heilung unseres Planeten; globale Prozessarbeit. Walter, Olten 1991, ISBN 3-530-57541-0.
- Traumkörper-Arbeit oder: der Lauf des Flusses. Junfermann, Paderborn 1993, ISBN 3-87387-070-3.
- Traumkörper in Beziehungen: prozessorientierte Psychologie in Praxis und Theorie. Sphinx-Verlag, Basel 1994, ISBN 3-85914-245-3.
- Traumprozesse, Körperarbeit und Politik. (= Audiotorium. 194). Vier-Türme-Verlag, Münsterschwarzach 1996, ISBN 3-87868-786-9.
- Traumprozesse, Körperarbeit und Politik. Perspectiva, Riehen 1996, OCLC 85271231.
- Die Schatten der Stadt: prozessorientierte Therapie in Aktion. Junfermann, Paderborn 1989, ISBN 3-87387-298-6.
- Schlüssel zum Erwachen: Sterbeerlebnisse und Beistand im Koma. Walter, Olten 1989, ISBN 3-530-57540-2.
- Traumkörper und Meditation: Arbeit an sich selbst. Walter, Zürich 1992, ISBN 3-530-57542-9.
- Den Pfad des Herzens gehen: Traumkörperarbeit; schamanische Praktiken und moderne Psychologie. Verlag Via Nova, Petersberg 1996, ISBN 3-928632-24-8.
- Das Pferd rückwärts reiten: Prozessarbeit in Theorie und Praxis. Via Nova, Petersberg 1997, ISBN 3-928632-25-6.
- Der Weg durch den Sturm: Weltarbeit im Konfliktfeld der Zeitgeister. Vianova, Petersberg 1997, ISBN 3-928632-29-9.
- Mitten im Feuer: Gruppenkonflikte kreativ nutzen. Hugendubel, München 1997, ISBN 3-89631-180-8.
- 24 Stunden luzid träumen: Techniken, um den nichtdualistischen, träumenden Hintergrund der Alltagsrealität wahrzunehmen. Via Nova, Petersberg 2002, ISBN 3-936486-03-4.
- Schlüssel zum Erwachen: Sterbeerlebnisse und Beistand im Koma. Walter, Zürich 1999, ISBN 3-530-70011-8.
- Seine Träume deuten lernen: Träume mit Hilfe höherer Bewusstseinszustände verstehen. Via Nova, Petersberg 2003, ISBN 3-936486-32-8.

### Bücher (englisch)
- Synchronicity an investigation of the unitary background patterning synchronous phenomena (a psychoid approach to the unconscious). Thesis (Ph. D.). Union Graduate School, 1972, OCLC 9525294.
- The psychoid character of transference. C.G. Jung Foundation, New York 1977, OCLC 10271804.
- mit M. Kropf, B. F. Harder und L. Geiser: Upon these doorposts: How children grow in faith ; Leader's guide. Evangel Press, Nappane, Ind 1980, OCLC 10289213.
- Dreambody, the body’s role in revealing the self. Sigo Press, Santa Monica, CA 1982, ISBN 0-938434-05-5.
- River’s way: the process science of the dreambody: information and channels in dream and bodywork, psychology and physics, Taoism and alchemy. Routledge & Kegan Paul, London 1985, ISBN 0-7102-0631-3.
- Working with the dreaming body. Routledge & Kegan Paul, London 1985, ISBN 0-7102-0465-5.
- The dreambody in relationships. Routledge & Kegan Paul, London 1987, ISBN 0-7102-1072-8.
- City shadows: psychological interventions in psychiatry. Routledge, London 1988, ISBN 0-415-00193-5.
- Theory & practice in transpersonal conflict resolution. The transpersonal vision. Conference Recording Service, Berkeley, CA 1988, OCLC 19251135.
- Coma: key to awakening. Shambhala, Boston 1989, ISBN 0-87773-486-0.
- The year 1: global process work. Arkana, New York 1989, ISBN 0-14-019210-7.
- Working on yourself alone: inner dreambody work. Arkana, New York 1990, ISBN 0-01-409201-8.
- The personal and global dreambody. New Dimensions Foundation, San Francisco, CA 1991, OCLC 23804363.
- Your body speaks its dream. New Dimensions Foundation, San Francisco, Calif 1991, OCLC 23804194.
- The leader as martial artist: an introduction to deep democracy. Harper, San Francisco, CA 1992, ISBN 0-06-250614-5.
- The shaman’s body: a new shamanism for transforming health, relationships, and community. Harper, San Francisco, CA 1993, ISBN 0-06-250655-2.
- Sitting in the fire: large group transformation using conflict and diversity. Lao Tse Press, Portland, OR 1995, ISBN 1-887078-00-2.
- Dreaming while awake: techniques for 24-hour lucid dreaming. Hampton Roads, Charlottesville, VA 2000, ISBN 1-57174-187-9.
- Quantum mind: the edge between physics and psychology. Lao Tse Press, Portland, OR 2000, ISBN 1-887078-64-9.
- The dreammaker’s apprentice: using heightened states of consciousness to interpret dreams. Hampton Roads, Charlottesville, VA 2001, ISBN 1-57174-229-8.
- Riding the horse backwards: process work in theory and practice. Arkana, New York, NY 2002, ISBN 0-14-019320-0.
- The deep democracy of open forums: practical steps to conflict prevention and resolution for the family, workplace, and world. Hampton Roads, Charlottesville, VA 2002, ISBN 1-57174-230-1.
- The quantum mind and healing: how to listen and respond to your body’s symptoms. Hampton Roads, Charlottesville, VA 2004, ISBN 1-57174-395-2.
- Earth-Based Psychology: Path Awareness from the Teachings of Don Juan, Richard Feynman, and Lao Tse. Lao Tse Press, Portland, Or 2007, ISBN 978-1-887078-75-7.
- ProcessMind: A User’s guide to Connecting with the Mind of God. Quest Books, Wheaton, IL 2010.
- Dance of the Ancient One. Deep Democracy Exchange 2013, ISBN 978-1-61971-015-3
- Conflict: Phases, Forums, and Solutions: For our Dreams and Body, Organizations, Governments, and Planet. CreateSpace 2017, ISBN 978-1540770448
- The Leader's 2nd Training: For Your Life and Our World. Gatekeeper Press 2019, ISBN 978-1642374322